# Mercedes-AMG F1 W13 E Performance
Chronologie des modèles (2022)
Mercedes-AMG F1 W12 E Performance Mercedes-AMG F1 W14 E Performance
La Mercedes AMG F1 W13 E Performance est la monoplace de Formule 1 engagée par l'écurie allemande Mercedes-AMG Petronas Formula One Team dans le cadre de la saison 2022 du championnat du monde de Formule 1. Elle est pilotée par les Britanniques Lewis Hamilton et George Russell.

## Historique
La W13 est une monoplace à propulsion arrière avec une structure monocoque en polymère renforcé de fibres de carbone. Outre la structure monocoque, de nombreuses autres parties du véhicule, notamment les panneaux de carrosserie et le volant, sont en PRFC. Les disques de frein sont également constitués d'un matériau composite renforcé de fibre de carbone.
La W13 est le modèle successeur de la W12. Elle est propulsée par un moteur V6 PU106A central de 1,6 litre turbocompressé de Mercedes, ainsi que par un moteur électrique de 120 kW. La boîte de vitesses séquentielle de la voiture comporte huit vitesses. Le changement de vitesse est déclenché par des palettes de changement de vitesse au volant. L'embrayage, qui n'est utilisé qu'au démarrage à l'arrêt, est actionné par un levier sur le volant.
La largeur du véhicule est de 2 m, la largeur des essieux avant et arrière est de 1,60 m et la hauteur de 970 mm. L'aileron avant a une largeur de 2 m, l'aileron arrière de 1, 050 m et une hauteur de 910 mm. Le diffuseur a une hauteur totale de 175 mm et une largeur de 1, 050 m. La voiture est équipée de pneus avant de 305 mm de large et de pneus arrière de 405 mm de large montés sur des roues de 18 pouces.
La W13 dispose d'un système de réduction de la traînée activé avec un interrupteur sur le volant de la voiture. Elle est équipée d'un halo.
Entre sa présentation, fin février 2022 lors des essais de Barcelone, et les trois journées d'essais de pré-saison officiels à partir du 10 mars, à Bahreïn, en amont du premier Grand Prix de la saison, l'aspect de la W13 évolue considérablement ; en effet, ses pontons ont quasiment disparu. À hauteur du cockpit, le flanc présente de larges et fines ouïes et deux importantes grilles d'aération prennent place sur le capot moteur. La partie apparente du plancher est aussi considérablement modifiée et les rétroviseurs placés au bout de deux ailettes sur les côtés du cockpit.

## Livrée
La W13 retrouve la livrée argent contrairement à ses devancières des deux saisons précédentes, peintes en noir. À cela s’ajoutent des accents de couleur cyan du sponsor Petronas et des touches de couleur rouge du sponsor Ineos.

## Pilote
Lewis Hamilton dispute sa dixième saison avec l'équipe tandis que George Russell, en provenance de Williams, remplace Valtteri Bottas qui rejoint Alfa Romeo.

## Résultats en championnat du monde de Formule 1
| Saison | Écurie                                 | Moteur                                                  | Pneus   | Pilotes        | Courses | Courses | Courses | Courses | Courses | Courses | Courses | Courses | Courses | Courses | Courses | Courses | Courses | Courses | Courses | Courses | Courses | Courses | Courses | Courses | Courses | Courses | Points inscrits | Classement |
| Saison | Écurie                                 | Moteur                                                  | Pneus   | Pilotes        | 1       | 2       | 3       | 4       | 5       | 6       | 7       | 8       | 9       | 10      | 11      | 12      | 13      | 14      | 15      | 16      | 17      | 18      | 19      | 20      | 21      | 22      | Points inscrits | Classement |
| ------ | -------------------------------------- | ------------------------------------------------------- | ------- | -------------- | ------- | ------- | ------- | ------- | ------- | ------- | ------- | ------- | ------- | ------- | ------- | ------- | ------- | ------- | ------- | ------- | ------- | ------- | ------- | ------- | ------- | ------- | --------------- | ---------- |
| 2022   | Mercedes-AMG Petronas Formula One Team | Mercedes-AMG V6 turbo hybride F1 M13 E Performance 1.6L | Pirelli |                | BAH     | SAU     | AUS     | EMI     | MIA     | ESP     | MON     | AZE     | CAN     | GBR     | AUT     | FRA     | HON     | BEL     | P-B     | ITA     | SIN     | JAP     | USA     | MEX     | SAO     | ABU     | 515             | 3e         |
| 2022   | Mercedes-AMG Petronas Formula One Team | Mercedes-AMG V6 turbo hybride F1 M13 E Performance 1.6L | Pirelli | Lewis Hamilton | 3e      | 10e     | 4e      | 13e     | 6e      | 5e      | 8e      | 4e      | 3e      | 3e      | 3e      | 2e      | 2e      | Abd.    | 4e      | 5e      | 9e      | 5e      | 2e      | 2e      | 2e      | 18e*    | 515             | 3e         |
| 2022   | Mercedes-AMG Petronas Formula One Team | Mercedes-AMG V6 turbo hybride F1 M13 E Performance 1.6L | Pirelli | George Russell | 4e      | 5e      | 3e      | 4e      | 5e      | 3e      | 5e      | 3e      | 4e      | Abd.    | 4e      | 3e      | 3e      | 4e      | 2e      | 3e      | 14e     | 8e      | 5e      | 4e      | 1er     | 5e      | 515             | 3e         |

Légende : ici 
- *Le pilote n'a pas terminé la course mais est classé pour avoir parcouru 90% de la distance.